# Krajina GP Banja Luka
Krajina GP Banja Luka (code BLSE : KRJN-R-A) est une entreprise bosnienne du secteur de la construction qui a son siège social à Banja Luka, la capitale de la république serbe de Bosnie. Elle figure parmi les entreprises entrant dans la composition du BIRS, l'indice principal de la Bourse de Banja Luka.
GP est un acronyme pour Građevinsko Preduzeće, « entreprise de bâtiment ».

## Histoire
Créée en 1945, Krajina GP Banja Luka a été complètement privatisée en 2002.

## Activités
La société Krajina GP Banja Luka travaille dans la conception et la réalisation d'immeubles résidentiels, publics ou de structures industrielles ; elle s'occupe aussi de génie civil, avec la construction de ponts et de viaducs. Parmi ses réalisations les plus importantes à Banja Luka, on peut citer le Centre hospitalier (Klinički centar) du quartier de Paprikovac, la gare ferroviaire (Željeznička stanica), les usines ou entrepôts de Jelšingrad livnica čelika et de Vitaminka ou encore le centre commercial Boska. L'entreprise a également travaillé à la reconstruction de la cathédrale du Christ-Sauveur. Elle travaille actuellement à la construction de l'Aleja Centar, un complexe qui même les immeubles résidentiels et des immeubles d'affaires.

## Données boursières
Le 12 mars 2010, l'action de Krajina GP Banja Luka valait 3,5 BAM (marks convertibles), soit 1,79 EUR.